# Sigvard Bernadotte
Sigvard Oscar Fredrik Bernadotte, Bá tước xứ Wisborg (Cung điện Drottningholm, 07 tháng 06 năm 1907 - Stockholm, ngày 04 tháng 02 năm 2002) là một nhà thiết kế công nghiệp Thụy Điển.
Ông là con trai thứ hai của vua Gustaf VI Adolf của Thụy Điển và người vợ đầu tiên của ông, Margaret xứ Connaught, và ban đầu được gọi là Vương tử Sigvard, Công tước xứ Uppland, nhưng mất danh hiệu hoàng gia của mình vào năm 1934 khi ông kết hôn với một người thường dân. Ông cũng là chú của vua Carl XVI Gustaf của Thụy Điển và một người cậu của Nữ vương Margrethe II của Đan Mạch và Anna-Maria, Vương hậu Hy Lạp.
Từ năm 1994 đến 2002, ông là người cháu sống thọ nhất của Nữ hoàng Victoria của Anh. Đến tuổi 94, ông là hậu duệ nam sống lâu nhất dòng họ cho đến khi bị vượt qua bởi em trai của ông là Bá tước Carl Johan Bernadotte xứ Wisborg vào ngày 29 tháng 06 năm 2011.